# Batalla de Tongo Tongo (2018)
La batalla de Tongo Tongo tuvo lugar los días 27 y 28 de diciembre de 2018 durante la insurgencia en el Magreb, enfrentado a los militantes yihadistas del Estado Islámico del Gran Sahara y a las fuerzas armadas conjuntas de Francia y Níger.

## Batalla
Los días 27 y 28 de diciembre de 2018, el ejército nigerino y el ejército francés llevaron a cabo una operación en la localidad de Tongo Tongo, cerca de la frontera con Malí, donde un año antes habían muerto una decena de soldados nigerinos y estadounidenses en una emboscada de Estado Islámico del Gran Sahara. 
El ataque se inició la noche del 27 al 28 con una incursión combinada de helicópteros Mirage y Attack, con el apoyo de un dron Reaper y un avión cisterna C135, en una zona dentro de un radio de acción de quince kilómetros. Los ataques se dirigen entonces a yihadistas que, según el ejército francés, probablemente pertenecen al Estado Islámico en el Gran Sahara. Soldados nigerinos y soldados franceses de los comandos de montaña y de los comandos de paracaidistas lideran el ataque terrestre apoyados por helicópteros y toman diferentes posiciones. Luego se busca en la zona durante 48 horas.

## Damnificados
Según el ejército francés, en la operación murieron una quincena de yihadistas. Se recuperaron una veintena de motocicletas, así como 26 armas, incluidas ametralladoras, y municiones. Las tropas francesas y nigerianas no sufrieron pérdidas.